# Rivière Leblanc (réservoir Gouin)
Pour les articles homonymes, voir Leblanc.
La rivière Leblanc est un affluent de la rivière de la Galette, coulant sur la rive sud du réservoir Gouin, dans le territoire de la ville de La Tuque, dans la région administrative de la Mauricie, au Québec, au Canada.
La rivière Leblanc coule successivement dans les cantons de Decelles et de Leblanc, au sud du réservoir Gouin et du côté ouest de la partie supérieure de la rivière Saint-Maurice. La foresterie constitue la principale activité économique de cette vallée ; les activités récréotouristiques, en second.
La route 400, reliant le barrage Gouin au village de Parent, dessert la vallée de la rivière Leblanc ; cette route dessert aussi la péninsule qui s’étire vers le nord dans le réservoir Gouin sur 30,1 km. Quelques routes forestières secondaires sont en usage à proximité pour la foresterie et les activités récréotouristiques.
La surface de la rivière Leblanc est habituellement gelée de la mi-novembre à la fin avril, toutefois la circulation sécuritaire sur la glace se fait généralement du début décembre à la fin de mars.

## Géographie

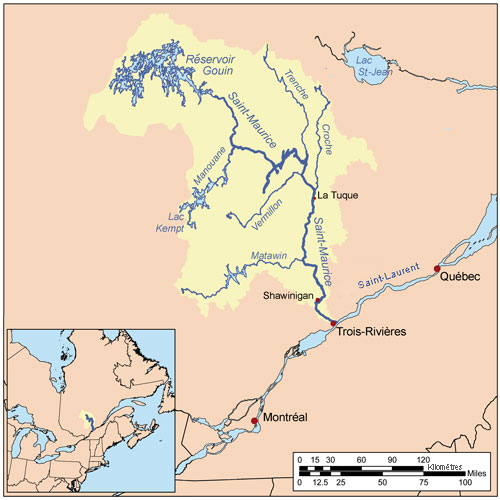
Bassin hydrographique de la Rivière St-Maurice

Les bassins versants voisins de la rivière Leblanc sont :
- côté nord : réservoir Gouin, baie Bouzanquet, lac Vincent, lac Brochu, baie Kettle ;
- côté est : rivière Atimokateiw, rivière Jean-Pierre, rivière Saint-Maurice, rivière des Cyprès ;
- côté sud : lac Decelles, rivière Bazin, ruisseau Norah, rivière Bellerive, rivière Pichoui Ouest ;
- côté ouest : lac Delage, lac des Cinq Milles, réservoir Gouin, rivière Oskélanéo.

La rivière Leblanc prend naissance à l’embouchure du lac Decelles (longueur : 5,7 km ; altitude : 435 m). Ce lac chevauche les cantons de Fréchette et de Decelles. L’embouchure de ce lac de tête est située à :
- 18,8 km au sud-est de l’embouchure de la rivière Leblanc (confluence avec la baie Bouzanquet du réservoir Gouin) ;
- 22,8 km sud-ouest du barrage à l’embouchure du réservoir Gouin (confluence avec la rivière Saint-Maurice) ;
- 54,8 km au nord-est du centre du village de Wemotaci qui est situé le long de la rivière Saint-Maurice ;
- 145 km au nord-ouest du centre-ville de La Tuque[2].

À partir de l’embouchure du lac Decelles, le cours de la rivière Leblanc coule sur 32,8 km selon les segments suivants :
- 12,3 km vers le nord-est jusqu’à la rive ouest du lac du Gros Ours ;
- 3,6 km vers le nord en traversant le lac du Gros Ours (longueur : 5,0 km ; altitude : 412 m). Note : Ce lac chevauche les cantons de Leblanc et de Decelles ;
- 5,3 km vers le nord-ouest en passant entre deux montagnes, puis en traversant le lac Leblanc (longueur : 3,7 km ; altitude : 401 m), sur pleine longueur, jusqu’à son embouchure ;
- 5,7 km vers le nord-ouest en traversant une zone de marais, puis récupérant la décharge (venant du nord-est) d’un lac non identifié et en traversant sur 0,2 km la partie est du lac Motard, jusqu’à son embouchure ;
- 5,9 km vers le nord-ouest en formant un crochet de 0,8 km vers le nord-est en début de segment, jusqu’à son embouchure[3].

La confluence de la rivière Leblanc avec le réservoir Gouin est située à :
- 18,3 km au sud-est du barrage Gouin ;
- 110 km au sud-est du centre du village de Obedjiwan ;
- 55,4 km au nord-ouest du centre du village de Wemotaci ;
- 137 km au nord-ouest du centre-ville de La Tuque ;
- 216 km au nord-ouest de l’embouchure de la rivière Saint-Maurice (confluence avec le fleuve Saint-Laurent à Trois-Rivières).

La rivière Leblanc se déverse sur la rive est du lac de la Galette (réservoir Gouin) lequel est traversé par la rivière de la Galette ; ce plan d'eau comporte un élargissement à cet endroit de 1,9 km. De là, le courant coule vers le nord-ouest sur 1,3 km jusqu’à l’embouchure de la rivière de la Galette ; 9,5 km vers le nord-ouest jusqu’à l’embouchure de la baie Bouzanquet ; puis traverse le réservoir Gouin sur 34,8 km en contournant une grande péninsule par le nord, en traversant le lac Brochu et la baie Kikendatch jusqu’au barrage Gouin.

## Toponymie
Le terme Leblanc constitue un patronyme de famille d’origine française.
Le toponyme rivière Leblanc a été officialisé le 17 août 1978 à la Commission de toponymie du Québec.